# Cosa (colonie romaine)
Cosa est une cité antique d'Étrurie, qui fut colonie romaine (aujourd'hui Ansedonia au sud-est d'Orbetello) sur la mer Tyrrhénienne.

## Histoire
Les premières décennies du IIIe siècle av. J.-C. voient Rome affronter les cités voisines d’Étrurie, et prendre progressivement le contrôle de leur territoire. C’est dans ce contexte qu’est « déduite » (fondée) la colonie de Cosa, en 273 av. J.-C., sur le territoire de la cité étrusque de Vulci, : il s’agit en effet à l’origine d’un établissement à vocation militaire, chargé de défendre et de contrôler les territoires récemment conquis. À cette date, les principes de l’urbanisme colonial sont déjà fermement établis : des fondations du IVe siècle av. J.-C., comme Ostie ou Terracine, les illustrent parfaitement. La date de fondation de la colonie de Cosa en 273 av. J.-C. est donnée par le résumé des histoires de Tite-Live et par Velleius Paterculus. Pline l'Ancien la cite également.

## Description

### Le site

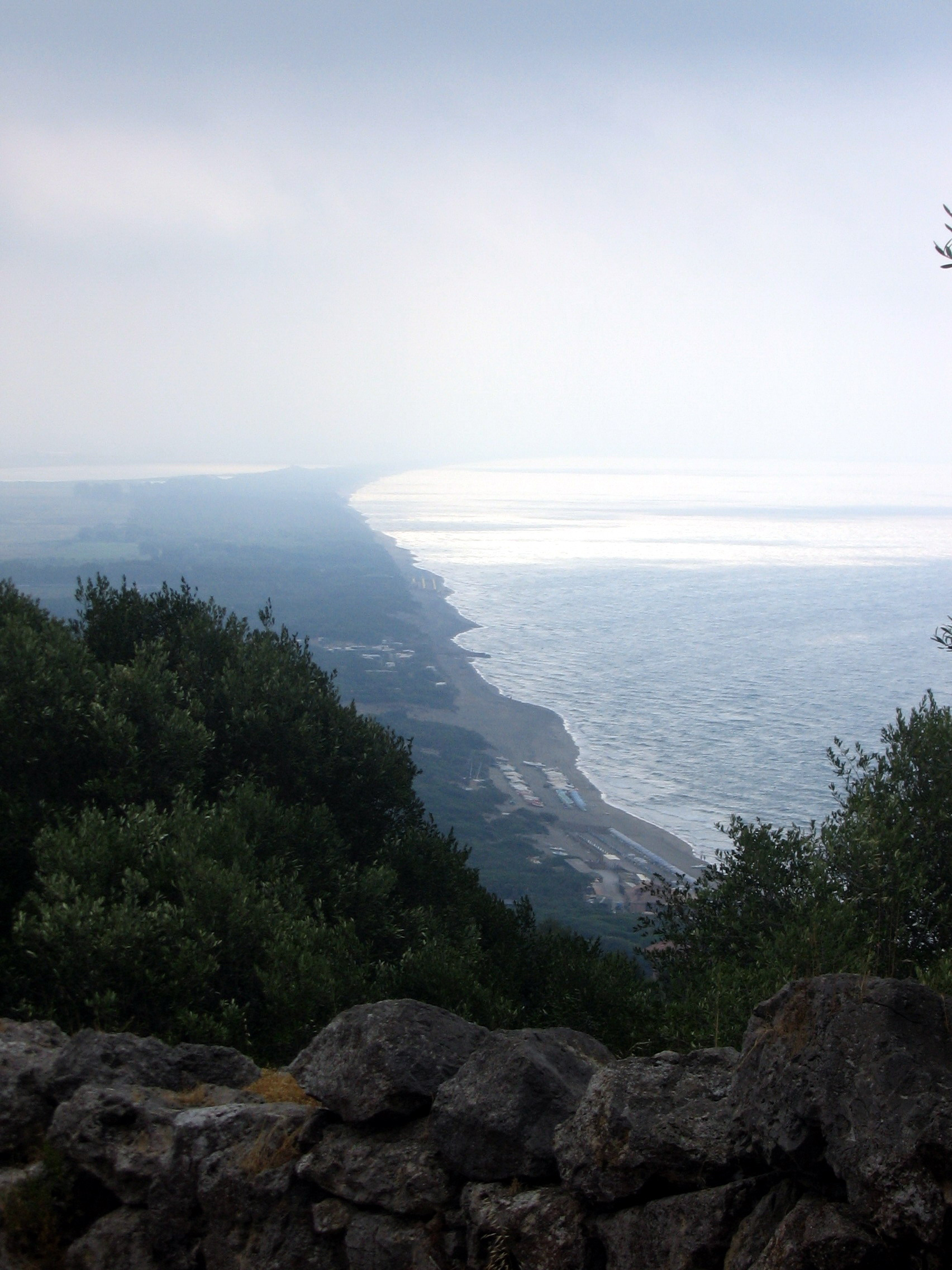
Le littoral vu depuis Cosa.

Cosa est située sur une colline du littoral, dominant à la fois la mer et la plaine côtière. Cette éminence se caractérise par une assez forte pente, mais présente à son sommet une sorte de plate-forme relativement plane sur laquelle la colonie s’est implantée. En contrebas de la ville, au pied du versant nord de la colline, la plaine côtière constitue le terroir de la colonie. Elle présente les traces d’une mise en valeur agricole, mise au jour à la suite de mises en plan de la topographie locale, à travers une cadastration orthogonale évoquant une centuriation. Cette plaine a également été mise à profit pour l’aménagement d’une voie romaine, la via Aurelia, qui relie Cosa à Rome, quelque 150 kilomètres au sud-est.

### Le plan de la ville: enceinte et réseau viaire
L’enceinte de la ville épouse les contours du sommet de la colline. Sa forme générale est donc totalement irrégulière, affectant la forme d’un losange de 1,5 km de périmètre. Son tracé est scandé par une série de tours carrées, qui se succèdent à intervalles réguliers sur les côtés sud et ouest mais sont quasiment absentes à l’est et au nord (probablement un effet de source, l'absence de tours retrouvées en fouille ne prouvant pas nécessairement qu'elles n'ont pas existé). Trois portes ont été reconnues, l’une au sud en direction du port, et les deux autres, au nord-est et au nord-ouest, permettant de rejoindre la Via Aurelia. Au sein de cette muraille a été aménagé un réseau viaire orthogonal, formé de deux séries de rues parallèles, qui se coupent à angle droit. Ces rues définissent ainsi une série d’îlots rectangulaires dans lesquelles se répartissent les maisons et les édifices publics. L’axe de la cadastration des terres prolonge celui des rues de la ville, ce qui montre que les mêmes principes ont été appliqués dans l’aménagement de l’espace urbain (répartition de l’habitat des colons) et dans celui de l’espace rural (attribution de leurs lots de terre). Il faut toutefois nuancer la régularité de ce schéma en signalant que, dans la trame urbaine, l’intervalle entre les rues n’est pas uniforme. On aboutit ainsi à des îlots de taille très variable. Au nord de la rue O, on relève une constante dans la largeur des îlots (environ 35 mètres), mais pas dans leur longueur. En revanche, les quartiers sud présentent des îlots beaucoup plus vastes.

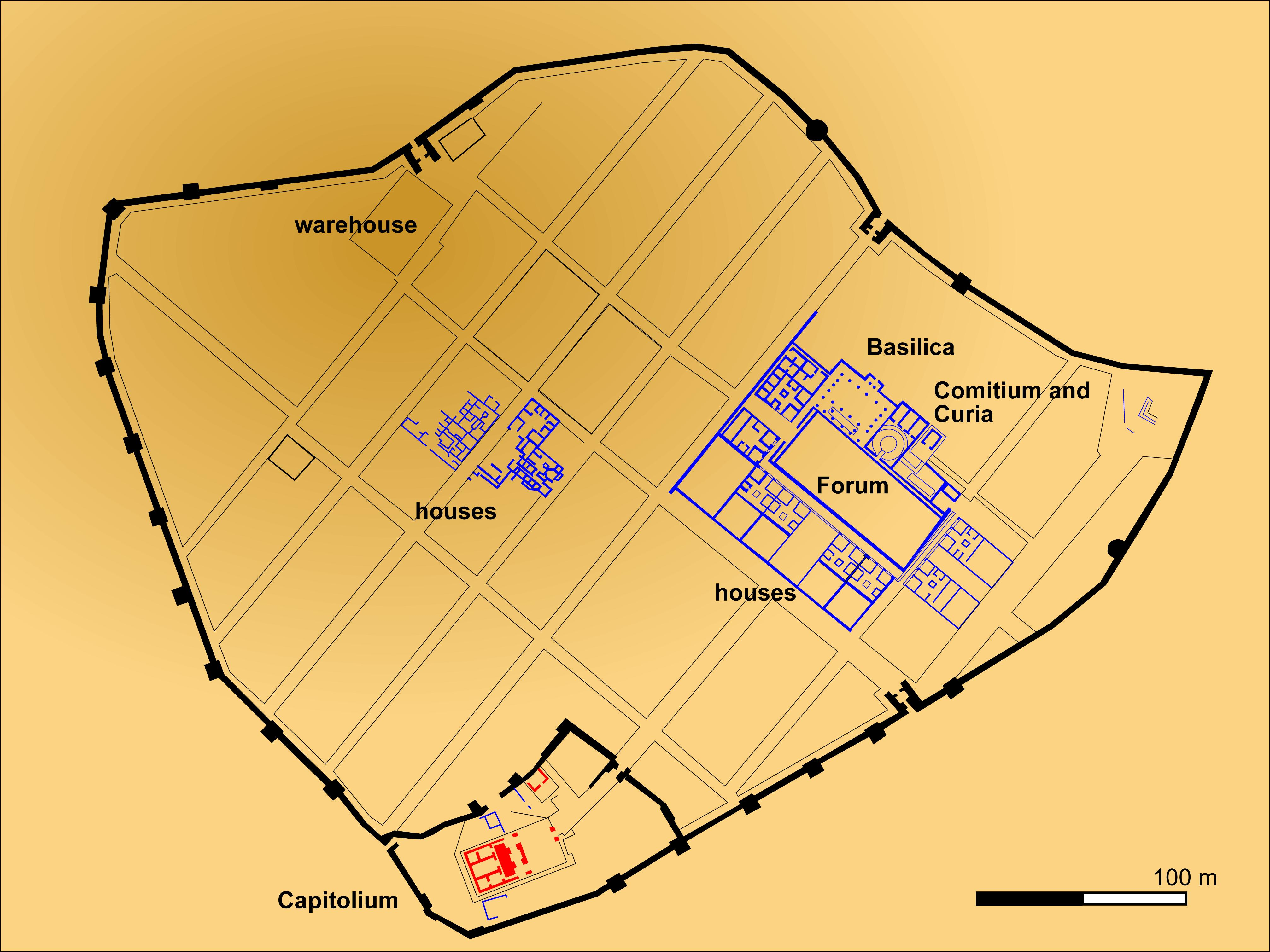
Plan de Cosa.

### Les édifices identifiés
Cette disparité sensible entre les deux parties de la ville correspond la nature des édifices qu’elles accueillent. En effet, la partie nord de la ville semble affectée essentiellement à l’habitat, comme en témoignent les deux maisons fouillées de part et d’autre de la rue « M ». Il faut néanmoins signaler la présence d’un grenier à blé (horreum), au sud de la porte nord-ouest, ainsi que d’un possible petit temple qui lui fait pendant de l’autre côté de cette porte. La partie sud de la ville accueille quant à elle les principaux édifices publics de la ville, bien que le caractère circonscrit des fouilles ne permette pas de préciser la destination de tous ses îlots. Au sud-est se trouve le forum, centre institutionnel de la ville. Il se présente sous la forme d’une vaste place rectangulaire bordée sur trois de ses côtés par un portique continu. Le côté restant, au nord-est, est occupé par une série de bâtiments publics. Au nord se trouve une basilique, édifice rectangulaire servant de lieu de rassemblements, surtout pour les procès. Au centre, la curie et le comitium, qui abritent respectivement les réunions du Sénat local et celles des assemblées populaires (les comices). Ce comitium se présente sous la forme de gradins aménagés en cercle, comme à Rome. Un temple rectangulaire et monté sur podium, dédié à la Concorde, est accolé à cet ensemble au sud. Enfin, on reconnaît à l’angle sud-est un petit bâtiment rectangulaire correspondant vraisemblablement à la prison. Séparé du forum par un vaste îlot, le capitole est installé sur une éminence, dans l’angle sud-ouest de l’enceinte. Il s’agit du principal temple de la ville, dédié à la triade capitoline, c’est-à-dire aux trois dieux tutélaires de Rome : Jupiter, Junon et Minerve. De forme rectangulaire, ce temple comportait donc vraisemblablement une triple cella, correspondant aux trois divinités qui y étaient honorées. Un autre petit temple se trouve au nord-est du capitole. Notons que ce quartier présente une orientation discordante par rapport au reste de la ville, et qu’il est délimité par une enceinte interne.
Au total, l’urbanisme de Cosa présente donc une organisation originale, caractérisée à la fois par une recherche de régularité et par un souci d’adaptation à la topographie du site. Reste cependant à évaluer dans quelle mesure la ville se conforme au modèle de l’urbanisme colonial, déjà rigoureusement élaboré à l’époque de sa fondation.

## Commentaire

### Les attributs d’une colonie de Rome: un réseau viaire orthogonal et un ensembleforum/capitole
Au premier abord, Cosa présente un certain nombre de caractéristiques qui signalent explicitement son statut de colonie de Rome. En premier lieu, le tracé orthogonal de son réseau viaire rappelle dans une certaine mesure celui des colonies du IVe siècle av. J.-C. et du début du IIIe siècle av. J.-C., comme Ostie, Terracine ou Minturnes (dites « colonies maritimes »). Ce tracé rigoureux, dont la mise en œuvre est tributaire des techniques de la cadastration agraire (limitatio), répond d’une part à des considérations pratiques : il définit un cadastre urbain et rural régulier, facile à gérer et aisément découpable en lots à attribuer aux colons. Mais il procède également d’exigences religieuses : lors de la fondation de la ville, c’est un prêtre, l’augure, qui préside à la fondation de la ville, selon un rituel précis impliquant l’observation du vol des oiseaux (auspices). À Cosa, un auguraculum (lieu ou officie l’augure) a d’ailleurs été identifié sur la colline du Capitole, au point le plus haut du site, d’où le regard embrasse la totalité de la ville et de son territoire. Toutefois, c’est également par la présence d’édifices et d’espaces caractéristiques que Cosa s’apparente aux colonies-types précédemment mentionnées. La ville est en effet pourvue d’un forum – où figurent des équivalents locaux des principaux édifices du forum de Rome – ainsi que d’un Capitole inspiré du grand temple tripartite de la capitale. Ces espaces, dont le lien est souligné par une via sacra plus large que les autres rues constituent une référence symbolique au centre de l’Urbs, et manifestent sans équivoque l’appartenance de Cosa à la civilisation romaine. À ce titre, ces édifices sont présents dans l’ensemble des colonies, qui ont aussi pour objectif de répandre les valeurs romaines dans les territoires fraîchement annexés.

### Variantes par rapport aux canons de l’urbanisme colonial: une adaptation à la topographie du site

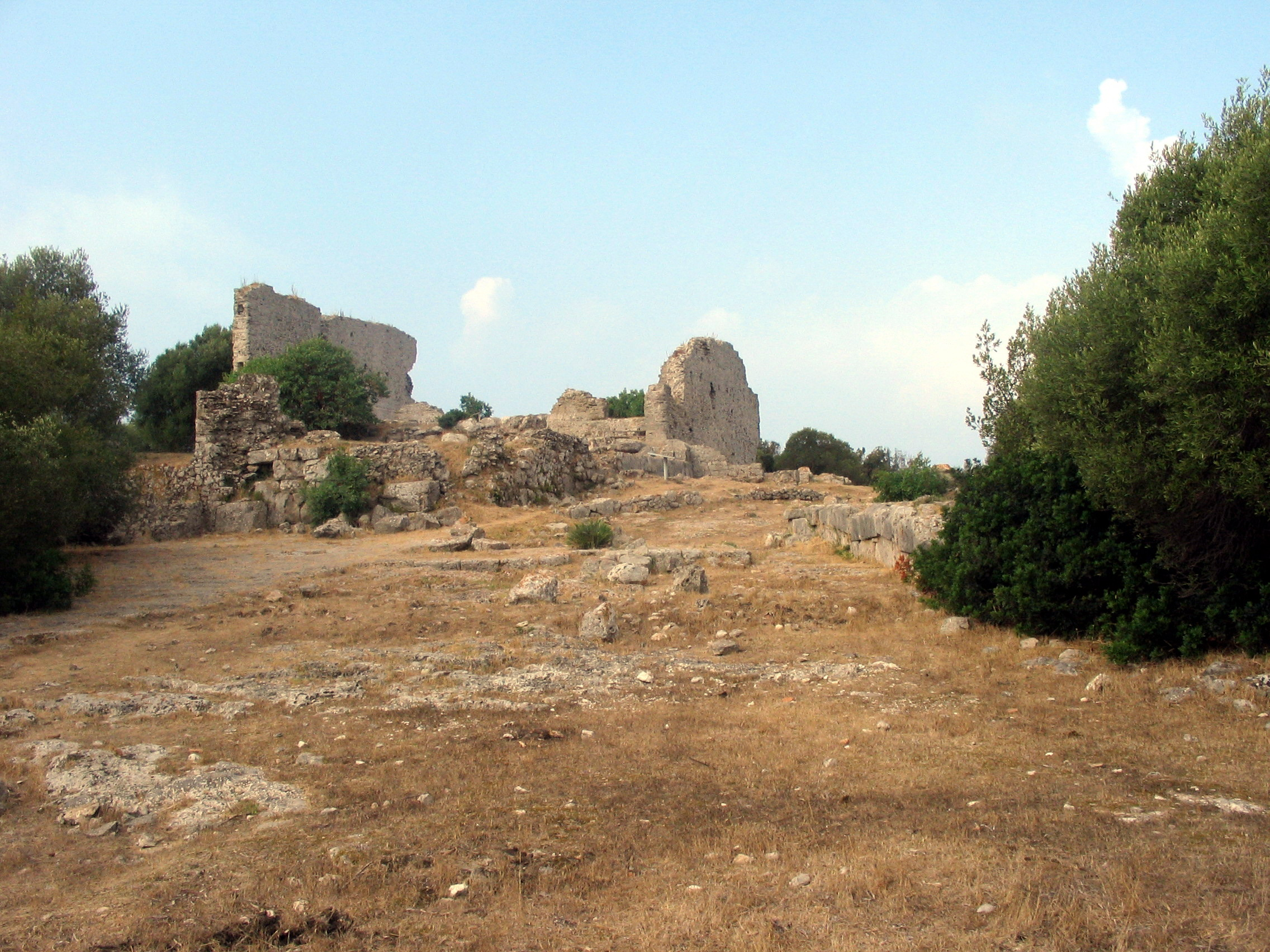
Le capitole sur l'arx.

Toutefois, malgré ces marques de romanité communes à l’ensemble des colonies romaines, le plan de Cosa se signale par de fortes spécificités, dues aux particularités de la topographie du site et déviantes par rapport aux canons de l’urbanisme colonial. Tout d’abord, alors qu’Ostie, Terracine ou Minturnes possèdent une enceinte strictement rectangulaire, le tracé de celle de Cosa est totalement irrégulier, car il épouse les contours de la plate forme sommitale de la colline, au niveau d’une rupture de pente assez sensible. Ici, ce tracé met à profit la topographie du site pour mieux assurer la fonction défensive de la colonie, puisqu’il vaut mieux établir une muraille sur une ligne de rupture de pente afin d’en rendre l’assaut plus difficile. Quant au réseau viaire, bien qu’orthogonal, il n’est pas pour autant entièrement conforme aux canons de l’urbanisme des colonies romaines. D’une part, il n’est pas implanté selon les points cardinaux, mais présente une orientation divergente de presque 45 degrés par rapport à ceux-ci. De plus, la taille des îlots, régulière à Ostie, Terracine ou Minturnes, est ici variable. Enfin, on note l’absence des deux grands axes médians nord-sud (cardo maximus) et est-ouest (decumanus maximus) qui caractérisent normalement les colonies. De fait, le tracé des rues a dû s’adapter à deux contraintes d’ordre topographique : l’emplacement des accès à la ville, nécessairement situés aux points les plus bas de l’enceinte, et le sens de la pente du site. La troisième entorse aux principes de l’urbanisme colonial concerne la répartition des principaux édifices publics : le forum et le capitole, loin d’être groupés au centre de la ville, à l’intersection du cardo et du decumanus, sont ici disjoints et excentrés. Là encore, les concepteurs de la ville se sont adaptés aux particularités du terrain : tandis que seul le quart sud-est de la ville présentait un espace plan suffisamment vaste pour installer une place publique, l’éminence sud-ouest offrait une citadelle naturelle (en latin : arx) comparable à celle du Capitole à Rome. Le rappel symbolique du centre monumental de l’Urbs s’insère donc ici avec habileté dans la topographie locale.

### Un urbanisme hybride: primauté de la fonction défensive de la colonie. Statut particulier de la ville

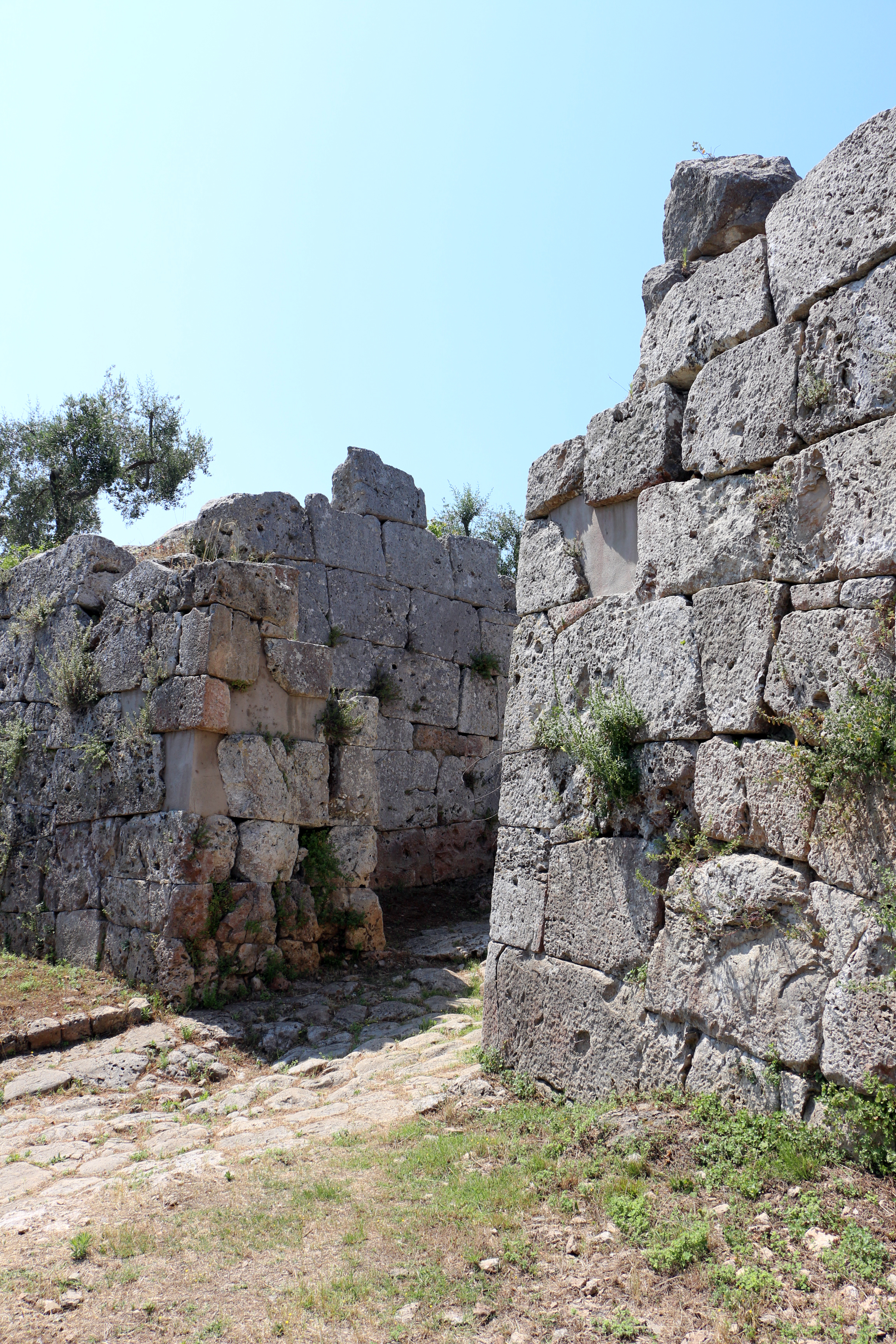
Muraille et porte de la ville.

L’urbanisme de Cosa s’avère donc résulter d’une conciliation entre les impératifs religieux, juridiques et politiques propres à l’urbanisme colonial d’une part, et d’impérieuses contraintes topographiques de l’autre. Cet urbanisme hybride est le résultat de la vocation principalement militaire de la colonie, car c’est elle qui a déterminé l’emplacement de la ville. Le site de Cosa présentait des avantages défensifs évidents : difficile à prendre d’assaut, cette éminence abrupte offrit une vue imprenable à la fois sur la mer et sur la plaine littorale, permettant de prévenir tant les offensives maritimes que terrestres. À Cosa, le souci de défense a donc primé sur les exigences urbanistiques, qui ont été appliquées dans un second temps et dans la mesure du possible. Cette conciliation a sans doute été permise par le statut particulier de Cosa. On distingue en effet deux types de colonies : les colonies de droit romain, intégralement peuplées de citoyens romains de plein droit (Ostie, Terracine, Minturnes, Pouzzoles), et les colonies de droit latin (ou colonies latines) dont fait partie Cosa. Ces dernières sont peuplées pour moitié de colons d’origine romaine, et pour moitié d’alliés italiens de Rome.
Ces colons jouissent d’une citoyenneté réduite, qui exclut notamment l’exercice des droits politiques dans la capitale (civitas sine suffragio). Les colons d’origine romaine perdent le bénéfice de la citoyenneté complète, mais reçoivent des terres confisquées ; ceux d’origine italienne obtiennent la citoyenneté latine, ce qui est pour eux une promotion. À la différence des colonies de droit romain, qui sont à l’origine de simples prolongements de Rome, les colonies latines sont d’emblée considérées comme des cités autonomes par rapport à la capitale. Cette différence de statut entraîne des conséquences d’ordre urbanistique. Les colonies de droit romain sont conçues comme des répliques de la Rome légendaire des origines – la Roma Quadrata (« Rome carrée ») qu’aurait fondée Romulus sur le Palatin. Cela explique leur forme carrée ou rectangulaire, leur orientation par rapport aux points cardinaux et la présence d’un cardo et d’un decumanus. En revanche, les colonies de droit latin, considérées dès l’origine comme des entités juridiques autonomes, sont libérées de l’obligation de se conformer au modèle de la Rome des origines. Si elles sont fondées selon le rituel augural, le tracé de leur enceinte est libre de s’adapter à la topographie, et leur réseau viaire n’est soumis ni aux points cardinaux ni à la règle des deux axes médians. Le cas de Cosa n’est donc pas unique. On retrouve cette conciliation entre urbanisme colonial et adaptation au relief dans d’autres colonies latines contemporaines, telles Alba Fucens (fondée en 303 av. J.-C. dans l’Apennin) ou Paestum (fondée en 273 av. J.-C. en Campanie, sur le site d’une ancienne cité grecque).

## Conclusion
En conclusion, l’agencement urbain de Cosa se distingue donc en ce qu’il constitue une adaptation souple de l’urbanisme colonial au relief d’un site choisi d’abord pour des motifs défensifs. Profitant d’un statut juridique particulier, les concepteurs de la ville n’ont donc dérogé aux canons de l’urbanisme romain que pour mieux assurer la fonction primordiale de la colonie, à savoir défendre et contrôler les territoires conquis.

## Annexe